# Ain't We Got Fun?

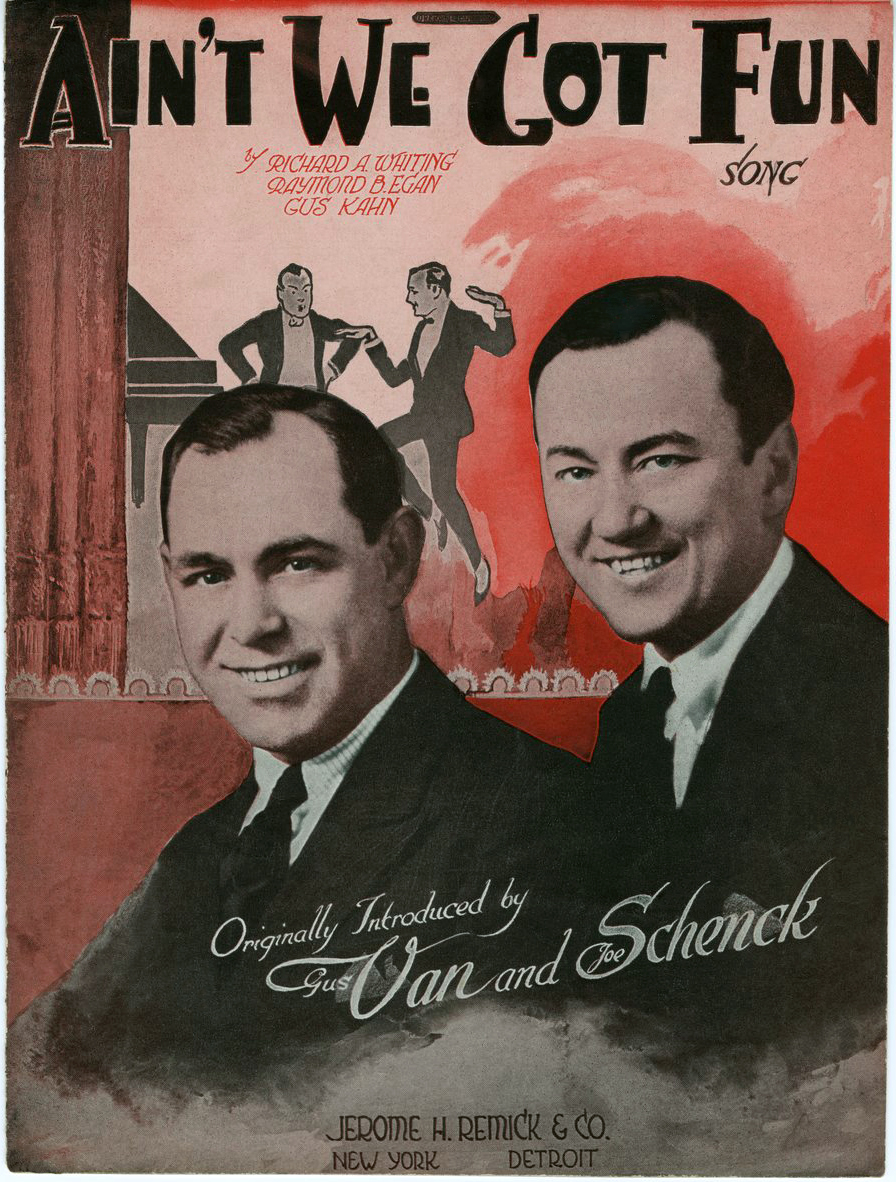
Page de couverture de la partition de Ain't We Got Fun?, on peut y voir le portrait de Van and Schenck qui furent les premiers à interpréter la chanson.

Ain't We Got Fun? est une chanson populaire, publiée en 1921, sur un air de foxtrot composé par Richard A. Whiting et écrite par Raymond B. Egan et Gus Kahn. Elle est chantée pour la première fois en 1920 dans la revue Satires of 1920 de Fanchon and Marco, puis reprise ensuite par plusieurs vaudevilles et enregistrée par de nombreux chanteurs. Elle est le symbole de ce que les Américains nomment les Roaring Twenties (que nous nommons les années folles). En tant que telle, on la retrouve dans la littérature marquante de l'époque comme dans Gatsby le Magnifique (The Great Gatsby) de F. Scott Fitzgerald ou dans la nouvelle, Big Blonde, de Dorothy Parker. Au cinéma, elle est chantée par Doris Day et Gordon MacRae dans By the Light of the Silvery Moon de David Butler en 1953.